# Madan (ort)
Madan (bulgariska: Мадан) är en ort i Bulgarien.   Den ligger i kommunen Obsjtina Madan och regionen Smoljan, i den södra delen av landet, 190 km sydost om huvudstaden Sofia. Madan ligger 780 meter över havet och antalet invånare är 5 661.
Terrängen runt Madan är kuperad. Närmaste större samhälle är Zlatograd, 18,0 km sydost om Madan.
I omgivningarna runt Madan växer i huvudsak blandskog. Runt Madan är det ganska tätbefolkat, med 80 invånare per kvadratkilometer.